# Campionato Paulista di pallavolo maschile
Il campionato Paulista di pallavolo maschile è un insieme di tornei pallavolistici per squadre di club brasiliane dello stato di San Paolo, istituiti dalla Federazione pallavolistica di San Paolo.

## Struttura
- Campionati statali professionistici:

Divisão Especial: a girone unico, partecipano otto squadre.
1ª divisão: a girone unico, partecipa un numero variabile di squadre.